# Typhlogastrura
Genre
Typhlogastrura est un genre de collemboles de la famille des Hypogastruridae.

## Liste des espèces
Selon Checklist of the Collembola of the World (version du 16 novembre 2019) :
- Typhlogastrura alabamensis Thibaud, 1975
- Typhlogastrura asymmetrica Christiansen & Wang, 2006
- Typhlogastrura atlantea (Gisin, 1951)
- Typhlogastrura breuili Thibaud, 1967
- Typhlogastrura christianseni Thibaud, 1975
- Typhlogastrura elsarzolae Palacios-Vargas & Thibaud, 1997
- Typhlogastrura fousheensis Christiansen & Wang, 2006
- Typhlogastrura helleri Christiansen & Wang, 2006
- Typhlogastrura korenevskyi Babenko, 1987
- Typhlogastrura mendizabali (Bonet, 1930)
- Typhlogastrura morozovi Babenko, 1987
- Typhlogastrura preobrazhenskyi Babenko, 1987
- Typhlogastrura shtanchevae Abdurakhmanov & Babenko, 1991
- Typhlogastrura steinmanni Christiansen & Wang, 2006
- Typhlogastrura thibaudi Babenko, 1994
- Typhlogastrura topali (Loksa & Bogojevic, 1967)
- Typhlogastrura unica Christiansen & Wang, 2006
- Typhlogastrura valentini Thibaud, 1966
- Typhlogastrura veracruzana Palacios-Vargas & Thibaud, 1985

## Publication originale
- Bonet, 1930 : Remarques sur les hypogastruriens cavernicoles avec descriptions d’espèces nouvelles (Collembola). Eos, vol. 6, p. 113–139.